# 1986 في العراق
فيما يلي قوائم الأحداث التي وقعت خلال عام 1986 في العراق.

## أحداث
- بدء حملة الأنفال وذلك في 23 فبراير 1986.
- خطف طائرة الخطوط الجوية العراقية الرحلة 163 طراز بوينغ 737-270 وذلك في 25 ديسمبر 1986.
- عملية الفجر 8 في 9–25 فبراير 1986.
- قرار مجلس الأمن التابع للأمم المتحدة رقم 582 في 24 فبراير 1986.

## مواليد

### تاريخ غير معروف
- عثمان العبيدي سباح عراقي توفي عام 2005م.

### يناير
- أحمد عبد علي - لاعب كرة قدم.
- العداءة دانا عبد الرزاق.
- نبيل عباس - لاعب كرة قدم.
- مهند عدنان درجال - لاعب كرة قدم.

### فبراير
- شهد الراوي - كاتبة.

### أبريل
- سيف نبيل، فنان عراقي.

### مايو
- سلام شاكر - لاعب كرة قدم.

### يونيو
- محمد علي كريم - لاعب كرة قدم.
- علي عباس - لاعب كرة قدم.
- نواف فلاح - لاعب كرة قدم.

### يوليو
- شفاء زكري إبراهيم - صحفية كردية توفيت عام 2017م.

### أغسطس
- فريد مجيد - لاعب كرة قدم.
- ولدان النخيلاوي - رياضي.

### ديسمبر
- محمد قاصد - لاعب كرة قدم.

## وفيات

### يناير
- أردوان زاخويي - ملحن وموسيقي ولد عام 1957م.
- طارق حمد العبد الله - سياسي وعسكري ولد عام 1940م.
- محمد ريان - طيار حربي ولد عام 1955م.
- يوسف عمر - من رواد المقام العراق، ولد عام 1918م.
- أياز زاخويي - فنان كردي ولد عام 1961م.
- ناجي زين الدين المصرف - مهندس وخطاط عراقي ولد في بغداد عام 1319 هـ/1901م.
- زكي صالح - مؤرخ وباحث شغل منصب رئيس قسم التاريخ بجامعة بغداد على مدى 20 عاما وعمل أستاذا في قسم التاريخ في كلية الآداب والتربية ابن رشد - جامعة بغداد ولد عام 1908م.
- رشيد محمود طه الرفاعي - سياسي شغل منصب وزير العدل في حكومة عبد الكريم قاسم، ولد عام 1908م.
- أحمد الراوي - محام وسياسي ولد عام 1895م.

### مايو
- طاهر يحيى - رئيس وزراء العراق في عهد عبد السلام عارف وعبد الرحمن عارف، ولد عام 1913.
- ياسين خليل - أكاديمي وإداري وسياسي ولد عام 1934م.